# Live at the Gaslight 1962
Live at the Gaslight 1962 – koncertowy album zestawiony z nagrań Boba Dylana dokonanych w październiku 1962 r. w The Village Gaslight i wydany w 2005 r.

## Historia i charakter albumu
Bob Dylan był już wtedy po wydaniu swojego pierwszego albumu Bob Dylan i sporadycznie koncertował, zarówno w klubach, jak i salach koncertowych. W październiku 1962 r. wziął udział w koncercie „Travelin' Hootenanny” w nowojorskiej Town Hall. Po tym właśnie koncercie Robert Shelton napisał kolejny entuzjastyczny artykuł o Bobie Dylanie.
Taśma nagrana podczas występu Dylana w Gaslight Cafe liczy 17 utworów i była ogólnie znana jako tzw. The Second Gaslight Tape (Druga taśma z Gaslight).
Na CD nie znalazły się następujące utwory (połowa z nich to bluesy)
1. Black Cross
2. No More Auction Block
3. Ballad of Hollis Brown
4. See That My Grave Is Kept Clean
5. Ain’t no More Cane
6. Motherless Children
7. Kindhearted Woman Blues

"No More Auction Block” ukazał się dopiero na The Bootleg Series Volumes 1–3 (Rare & Unreleased) 1961–1991
Wśród folkowo-bluesowych utworów Dylan wykonał trzy swoje kompozycje: „A Hard Rain’s a-Gonna Fall”, „Don’t Think Twice, It’s All Right” oraz „John Brown”. „Don't Think Twice” była utworem, nad którym artysta aktualnie jeszcze pracował i słychać jak dopasowuje słowa, czasem po prostu mrucząc coś niezrozumiale. Ostatnia z tych piosenek ukazała się dopiero na MTV Unplugged.
Nagrania te stały się znane fanom Dylana około 1973 r., gdy ukazał się pierwszy bootleg White Wonder. W ciągu następnych lat ukazało się ich kilka, najpierw w wersjach winylowych a potem jako CD.

## Muzycy
- Bob Dylan – śpiew, gitara, harmonijka

## Lista utworów
| 1.  | A Hard Rain’s a-Gonna Fall        | 6:57  |
|     |                                   |       |
| 2.  | Rocks and Gravel                  | 5:12  |
|     |                                   |       |
| 3.  | Don’t Think Twice, It’s All Right | 3:19  |
|     |                                   |       |
| 4.  | The Cuckoo                        | 2:21  |
|     |                                   |       |
| 5.  | Moonshiner                        | 4:16  |
|     |                                   |       |
| 6.  | Handsome Molly[a]                 | 2:50  |
|     |                                   |       |
| 7.  | Cocaine                           | 2:59  |
|     |                                   |       |
| 8.  | John Brown                        | 5:58  |
|     |                                   |       |
| 9.  | Barbara Allen                     | 8:09  |
|     |                                   |       |
| 10. | West Texas                        | 4:35  |
|     |                                   |       |
|     |                                   | 46:36 |
|     |                                   |       |

## Opis albumu
- Producent – Jeff Rosen, Steve Berkowitz,
- Miejsce i czas nagrania
  - The Village Gaslight; październik 1962
- Mastering – Mark Wilder
- Dodatkowa produkcja – Andreas Meyer
- Studio – SonyBMG Studios, Nowy Jork
- Kierownictwo artystyczne – Geoff Gans
- Fotografie
  - Okładka (przód) – David Gahr
  - Okładka (tył) – Jim Marshall
  - Broszurka – Joe Alper
  - Tył broszurki – zdjęcie udostępnione przez Getty Images
- Czas – 46 min 29 s
- Firma nagraniowa – Columbia
- Numer katalogowy – A 96016
- Data wydania – 30 sierpnia 2005